# Russell Duncan
Russell Duncan (Aberdeen, 15 september 1980) is een Schotse voetballer (middenvelder) die sinds 2011 voor de Schotse tweedeklasser Ross County FC uitkomt. Het grootste deel van zijn carrière speelde Duncan voor Inverness CT.